# Koral szlachetny

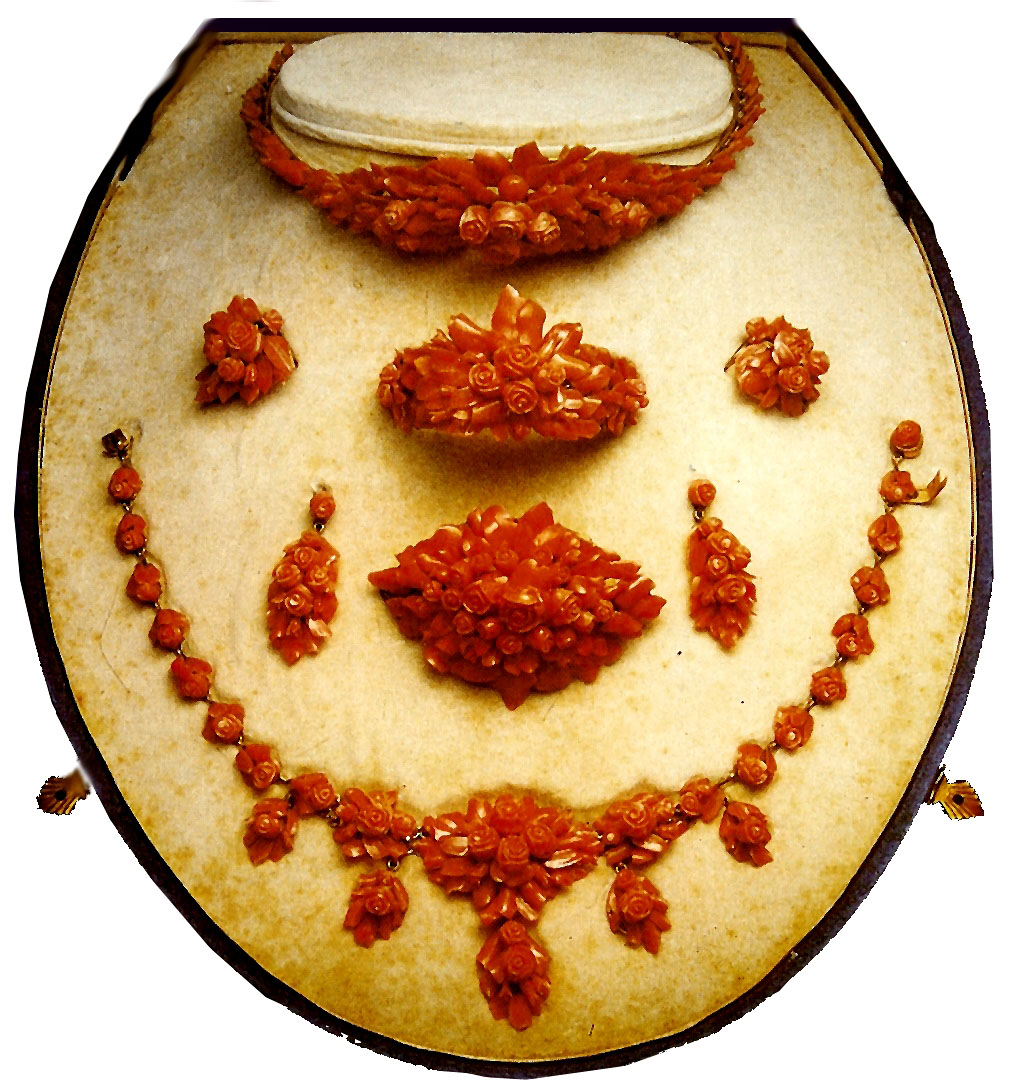
Parure w koralu zrealizowana dla Królowej Faridy z Egiptu, warsztaty Ascione, 1938, Neapol, Muzeum Korali i Kamei

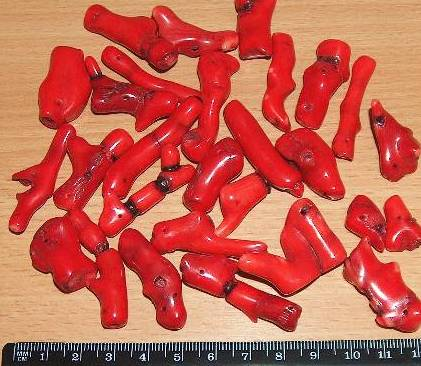
Imitacja korala szlachetnego - koral „bambusowy” pomalowany na czerwono

Koral szlachetny, koral czerwony (Corallium rubrum) – gatunek koralowca z rodziny Coralliidae występujący w Morzu Adriatyckim i zachodniej części Morza Śródziemnego. Introdukowany w Japonii.

## Charakterystyka
Tworzy krzewiaste kolonie osiągające wysokość do 40 cm, o gałązkach do 4–6 cm grubości. Właśnie te szkielety, wytwarzane przez niewielkie polipy, wykorzystuje się jako materiał jubilerski do produkcji ozdób. Koral (jako surowiec) był stosowany już w czasach Cesarstwa Rzymskiego. Jest poławiany włokami dennymi lub zbierany podczas nurkowania. Z wyłowionych korali usuwa się miękkie części, następnie sortuje według jakości, uwzględniając grubość koralowiny, gałązek, barwę oraz skazy. Po selekcji korale są szlifowane i polerowane. Po wypolerowaniu mają połysk szklisty (w stanie surowym kawałki korali są matowe).
Koral szlachetny zachowuje czerwony kolor po osuszeniu.
Głównym miejscem handlu jest Torre del Greco (okolice Neapolu - Włochy), gdzie obrabia się ¾ korali wyłowionych na całym świecie.

### Właściwości
- Luminescencja: bladofioletowa lub ciemnopurpurowa
- Korale są wrażliwe na wysoką temperaturę, kwasy i gorące kąpiele.

### Występowanie
Najliczniej występują w Morzu Śródziemnym, wzdłuż wybrzeży Algierii i Tunezji, zachodnich Włoch, Korsyki, Sardynii, Sycylii – ławice rozwijają się na dnie skalistym i kamienistym, często pod skalnymi przewieszkami. Ich gałązki zwrócone są ku dołowi. Połów tych korali nie jest łatwy, trzeba je wyszukiwać wśród załomów skalnych.
Do wysoko cenionych należą korale algierskie, które dają najmniej odpadów przy obróbce.

### Zastosowanie
Korale dostarczają materiału jubilerskiego. Służą do wyrobu koralików - do wyrobu naszyjników i bransoletek; także do wytwarzania przedmiotów artystycznych i rzeźb. Do celów zdobniczych poszukiwany jest koral szlachetny o najbardziej żywej, czerwonej barwie. Nie wszystkie gałązki nadają się do obróbki, przede wszystkim ze względu na zbyt małą średnicę i małą spoistość materiału. Koralom poddawanym obróbce nadaje się zwykle kształt obły, kulisty i kaboszonowy.
W Polsce naszyjniki z korali stanowią nieodłączną ozdobę regionalnego stroju krakowskiego.
W złotnictwie cenione są także korale o barwie czarnej (Hawaje), niebieskiej (Kamerun) oraz białej (Japonia).

## Nazewnictwo
W przeszłości mianem korala szlachetnego określano jedynie czerwony koral śródziemnomorski o wapiennym, koralowinowym szkielecie.
Współcześnie termin koral szlachetny zyskał szersze znaczenie i obejmuje także inne gatunki korali szlachetnych z rodziny Coralliidae (m.in. białe i różowe) o twardym szkielecie łatwo nadającym się do szlifowania i polerowania. Do wyrobu biżuterii wykorzystuje się również naturalne korale nieszlachetne, o porowatym lub miękkim szkielecie, uzyskujące wysoki połysk dopiero po zabiegach jubilerskich tj. impregnowanie czy barwienie. Naturalne korale nieszlachetne stosowano jako imitację bardziej wartościowych gatunków korali.
Powszechnie w użyciu określenie „koral” nie jest terminem naukowym, a raczej amatorskim, oznaczającym osobny polifitetyczny zbiór różnych grup zwierząt morskich bentosowych z gromady Anthozoa, których szkielety są wykorzystywane w jubilerstwie.